# Alangium kinabaluense
Alangium kinabaluense är en kornellväxtart som beskrevs av W. W. Smith. Alangium kinabaluense ingår i släktet Alangium och familjen kornellväxter. Inga underarter finns listade i Catalogue of Life.